# Хиблинген
Хиблинген (њем. Hüblingen) општина је у њемачкој савезној држави Рајна-Палатинат. Једно је од 192 општинска средишта округа Вестервалд. Према процјени из 2010. у општини је живјело 323 становника. Посједује регионалну шифру (AGS) 7143245.

## Географски и демографски подаци
Хиблинген се налази у савезној држави Рајна-Палатинат у округу Вестервалд. Општина се налази на надморској висини од 365 метара. Површина општине износи 4,5 km². У самом мјесту је, према процјени из 2010. године, живјело 323 становника. Просјечна густина становништва износи 72 становника/km².